# Tromba idroeolica

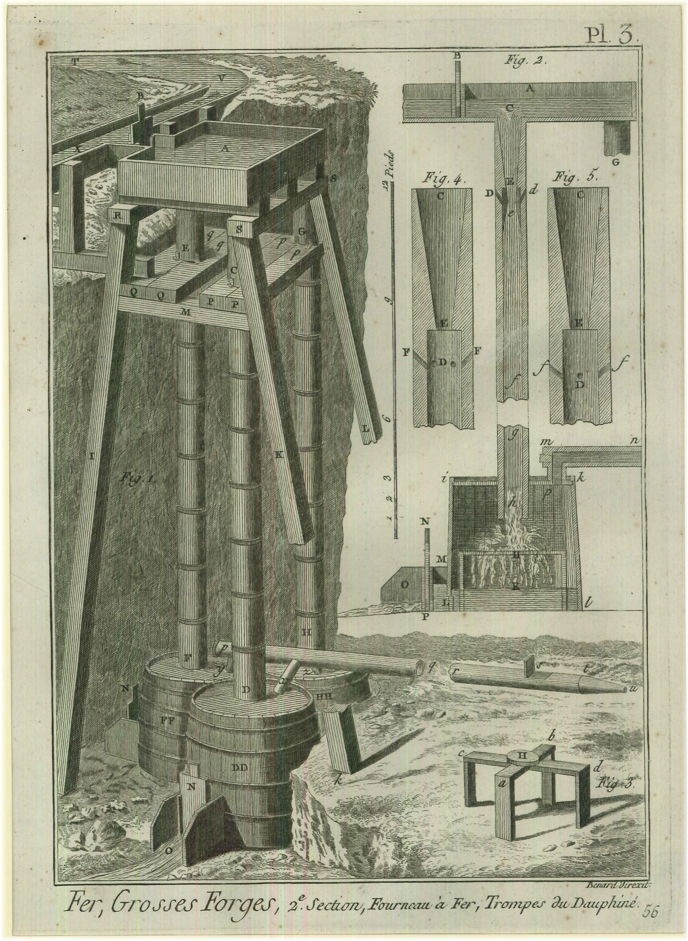
Trombe idroeoliche nel Delfinato, Encyclopédie, voce Forge

## Descrizione e funzionamento
La tromba idroeolica comprende una o più condotte verticali (di legno, in muratura o di ferro) con un'altezza di circa sei metri in cui viene convogliata l'acqua proveniente da una vasca (bottaccio). La tromba termina, sigillata, in un tino (bottino),  da cui, superiormente, esce il portavento che avvia l'aria compressa ai focolari. 
L'acqua che precipita trascina con sé aria che, all'interno del tino, circa a metà della sua altezza, si separa su di un piano (pietra, banchina, formaggella): l'aria passa nel portavento e l'acqua esce da un foro praticato alla base del tino. La pressione dell'aria è regolata agendo sulla quantità d'acqua che s'invia nella tromba, diminuendola quando alla base del tino insieme all'acqua esce aria. 

## Storia

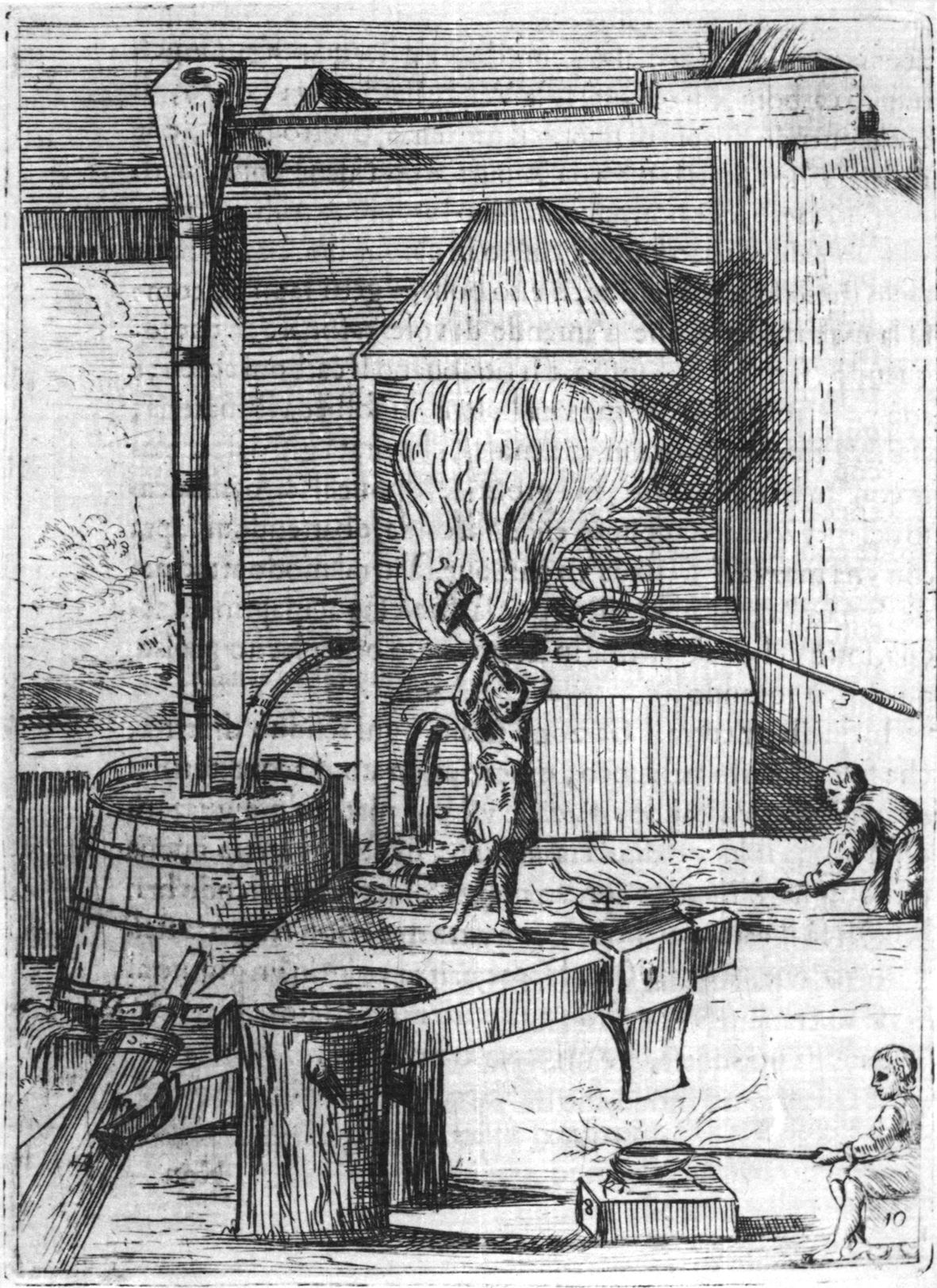
A.Della Fratta. Fucina di riduzione della ghisa

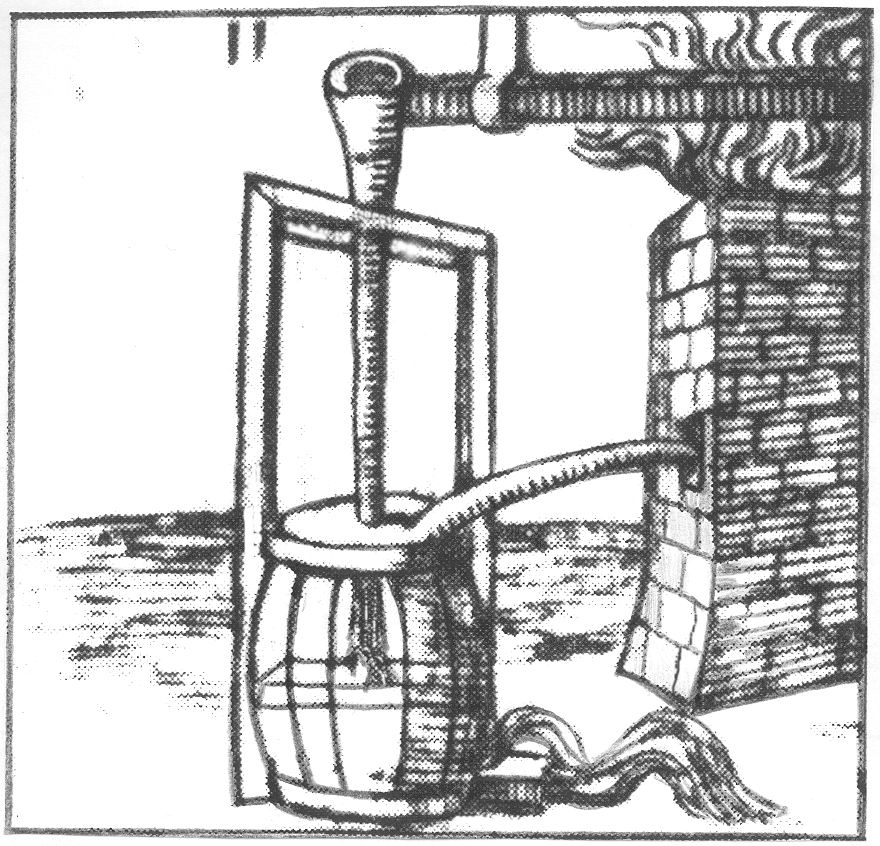
A.Della Fratta, Tromba e forno da ghisa

In Europa, fra XI e XII secolo, furono adottate macchine soffianti, per lo più mantici, messe in movimento da ruote idrauliche ad asse orizzontale. Con esse era possibile alimentare la combustione del carbone di legna in grandi forni e fucine per la produzione di ghisa e la sua trasformazione in ferro.  Impianti del tutto simili alle fucine, le ferriere alla genovese, si diffusero nell'area mediterranea dalla seconda metà del XIV secolo; in esse si produceva ferro direttamente da quei minerali ricchi di ferro e facilmente fusibili come l'ematite. In tali impianti, nella seconda metà del XVI secolo, fu introdotta, al posto dei mantici, la tromba idroeolica. 

Trombe si chiamavano i sifoni e le macchine a pistoni per alimentare acquedotti, prosciugare zone invase dall'acqua, in particolare le miniere; sono ampiamente rappresentate nel XV secolo da Francesco di Giorgio Martini, Taccola, Leonardo da Vinci, per citarne alcuni. Il loro impiego come macchine soffianti per muovere automi o organi idraulici risale al III secolo a.C., ma bisognerà aspettare il 1589 per saperle usate anche in siderurgia. Ne parla Giovanbattista Della Porta (Vico Equense 1535, Napoli 1615) nella seconda edizione del suo Magiae naturalis  (Libro XIX, De Pneumaticis), riferendosi esplicitamente a ferreas fucinas dell'area romana. 

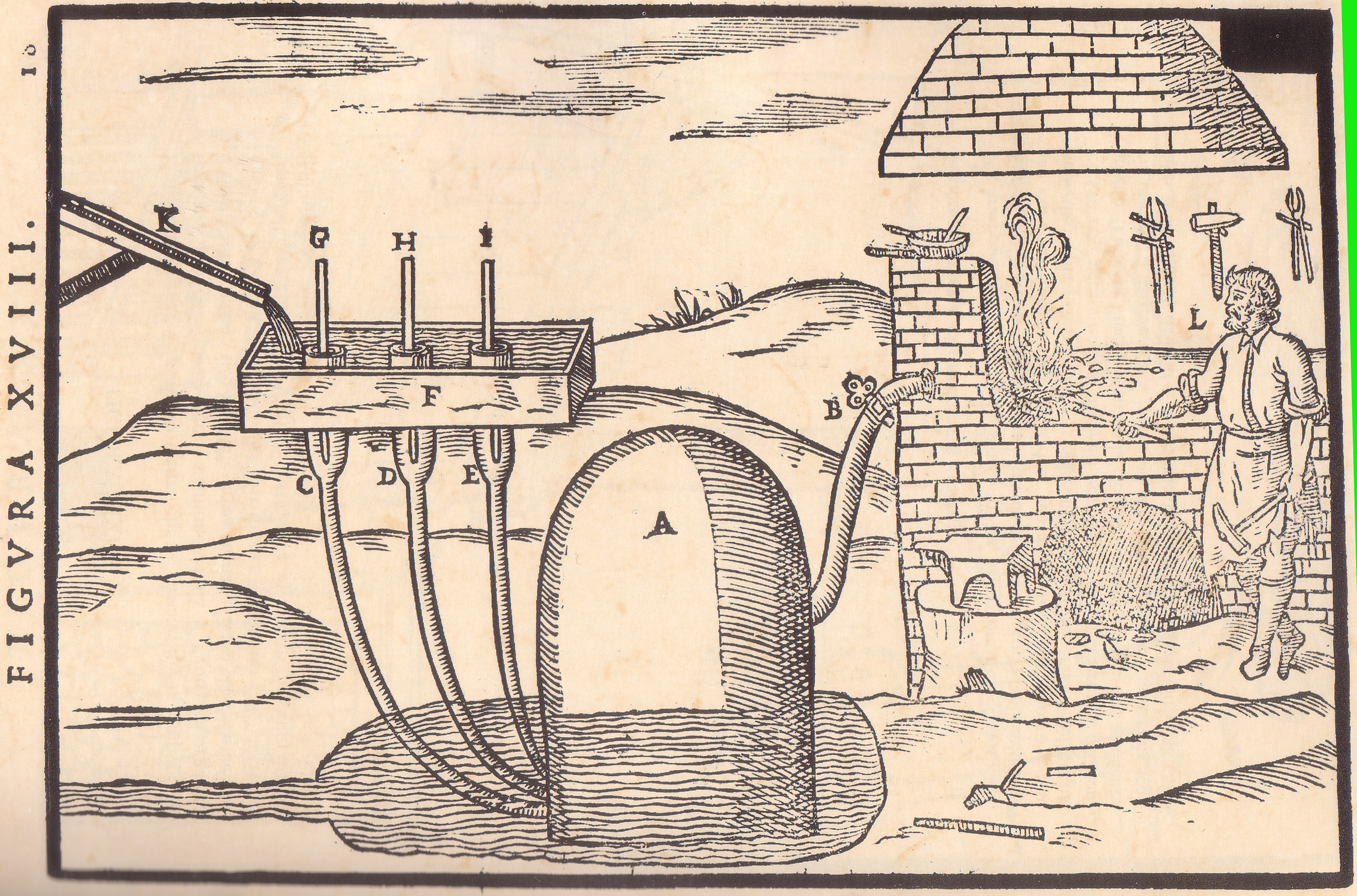
Spiritale per mantice di fucina, da Le Machine di Giovanni Branca.

L'architetto e ingegnere Giovanni Branca (Pesaro 1571-1645), che operò nello Stato della Chiesa e nell'area aquilana, ne dà una prima suggestiva rappresentazione su Le Machine, stampato a Roma nel 1629.  Fra le 29 figure dedicate a nuove macchine dagli effetti meravigliosi e portentosi, la XVIII illustra una tromba idroeolica che alimenta una piccola fucina da fabbro (mostra la seguente machina un spiritale per mantice di fucina… dove lavora il fabbro – Ostendit sequens machina spiritale pro folle fornacis...ubi operatur faber). L'acqua raccolta in un serbatoio precipita per tre trombe di cui si può regolare l'afflusso/aspirazione d'aria mediante tre valvole (G,H,I); nella campana, parzialmente immersa, mentre l'acqua ha un livello stabile e scarica alla base, l'aria che si separa, compressa, sfoga tramite portavento e con la valvola (B) se ne regola ulteriormente il flusso nel focolare. L'attenzione è posta alla camera in cui avviene la separazione dell'acqua dall'aria e non alla tromba vera e propria; le tre valvole di prelievo dell'aria hanno la funzione di interrompere il flusso d'acqua quando si vuole ridurre o annullare il soffio. Allo stato attuale delle informazioni è difficile dire se la macchina descritta da Della Porta, che non ne sottolinea l'originalità, esistesse già da tempo e quale fosse la sua reale diffusione alla fine del XVI secolo. 
Dopo Della Porta e Branca sono diversi gli scienziati che documentano il meccanismo della tromba idroeolica per usi diversi.  L'erudito tedesco Athanasius Kircher (1602-1680), nel suo libro Magnes sive de arte magnetica, stampato a Roma nel 1641, pur sostenendo che è molto diffusa nelle officine dei fonditori la rappresenta nel suo utilizzo per cavare acqua dalle miniere. Nell'Appennino toscano, a Maresca (PT), sede di un impianto di riduzione diretta, a partire dal XV secolo nell'anno 1623 furono a detta fabbricha fatti edificare i Bottini ossiano Soffioni ad acqua con spesa di lire 500. Nell'area d'influenza genovese le prime fonti che descrivono l'uso della tromba risalgono agli anni Venti del Seicento. Il bastiaccio Franceschi propone nel 1624 la costruzione a Fiumalto in Corsica di una ferriera alla genovese; in essa, almeno dal 1634 è attiva la tromba idroeolica.  Un inventario del 1627 redatto in occasione dell'ammodernamento di una ferriera posta sul fiume Orba (GE) elenca espressamente: le trombe che servono in luogo delli mantexi. Il nobile genovese G.V. Imperiale descriveva nel 1635 quella vista a Voltaggio (GE), mentre lo scienziato Giovanni Battista Baliani, anch'egli genovese, nel 1653 dava spiegazione scientifica della nuova inventione ai titoli: vento perché esce da acqua che casca e vento perché da acqua invece di mantici.

Nel ventennio successivo la tromba, di altezza variabile fra i quattro e i sette metri divenne caratteristica di tutte le ferriere genovesi e gli inventari tecnici ne documentano via via la sua diffusione anche nel Nord Italia, nei Paesi Baschi, nei Pirenei e nel Delfinato. La sua fortuna fu legata al minor costo di costruzione ed esercizio, il suo limite la necessità di disporre di una quantità d'acqua triplicato rispetto a quella necessaria per muovere magli idraulici di pari potenza.

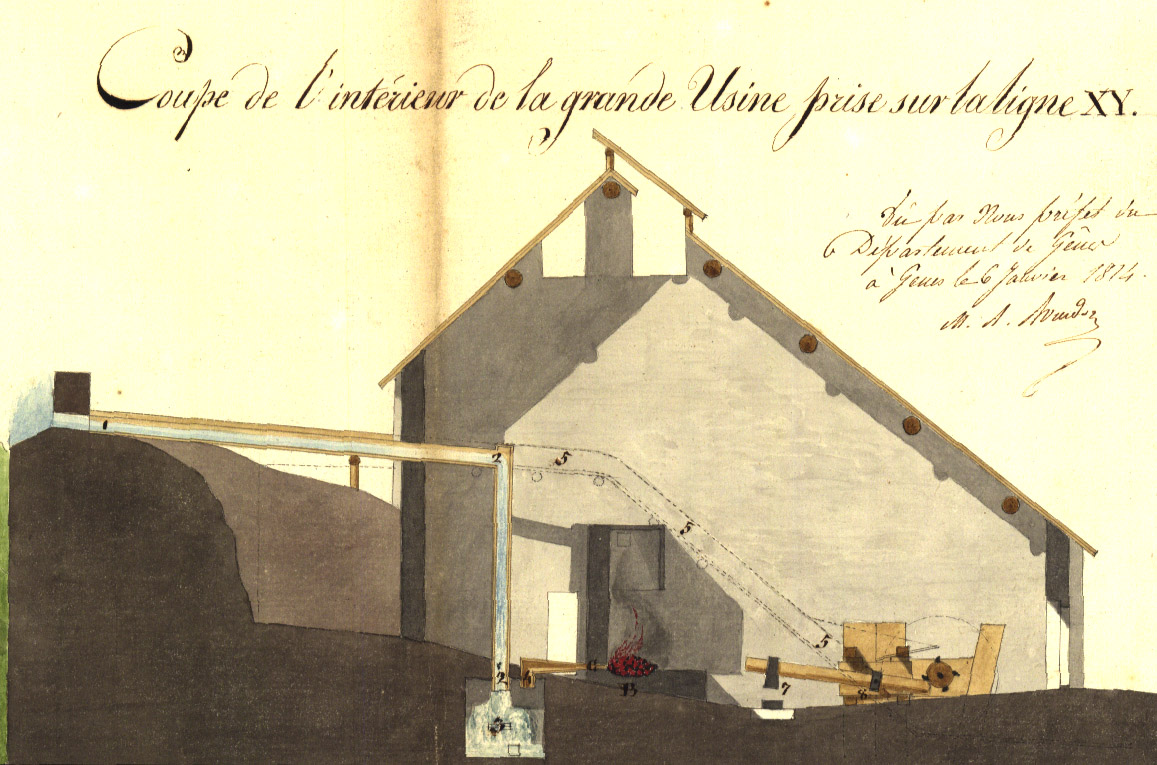
Tromba idroeolica, focolare e maglio idraulico della ferriera S.Anna, 1813-1814

Bartolomeo Soldo nel 1608 nella sua Descrizione della Valle Sabbia (BS) annota stupefatto che al forno di Lavinone, contrariamente a tutti gli altri che si servono di ruote e mantici, si usa un artificio: in buona sostanza la tromba idroeolica che descrive senza nominarla. Ma non è la norma, perché la lettura di inventari sembra generalizzare l'uso di trombe ai forni soltanto nella prima metà del XVIII secolo come testimoniato da Brocchi che fissa anche una data, il 1745, per il passaggio dalle fucine ai forni; il cambio di scala richiedeva una maggior violenza del vento, che questo fosse il più asciutto possibile e che non ci fossero perdite nelle giunzioni dei condotti.
Il Marchese Antonio Della Fratta le dedica un capitolo della sua Pratica Minerale (1678) e ne propone l'uso in alternativa ai mantesi rimarcando che il modo di far questi soffioni è nuovo e rappresentandoli anche in sezione in una fucina di riduzione della ghisa (notare la botticella per il prelievo dell'umido). un disegno dell'applicazione della tromba al forno, provvista di botte a modo di tinazzo compare nel frontespizio dell'opera.

Ancora oggi sono attive piccole fucine da fabbro che utilizzano trombe idroeoliche, ma il loro uso per i forni cessa alla metà dell'Ottocento quando vengono rapidamente sostituite da macchine soffianti a pistoni mossi dal vapore. È a quest'epoca che risultano le descrizioni più accurate dal punto di vista tecnico che ne fissano altezza, portata, rendimenti, ecc.

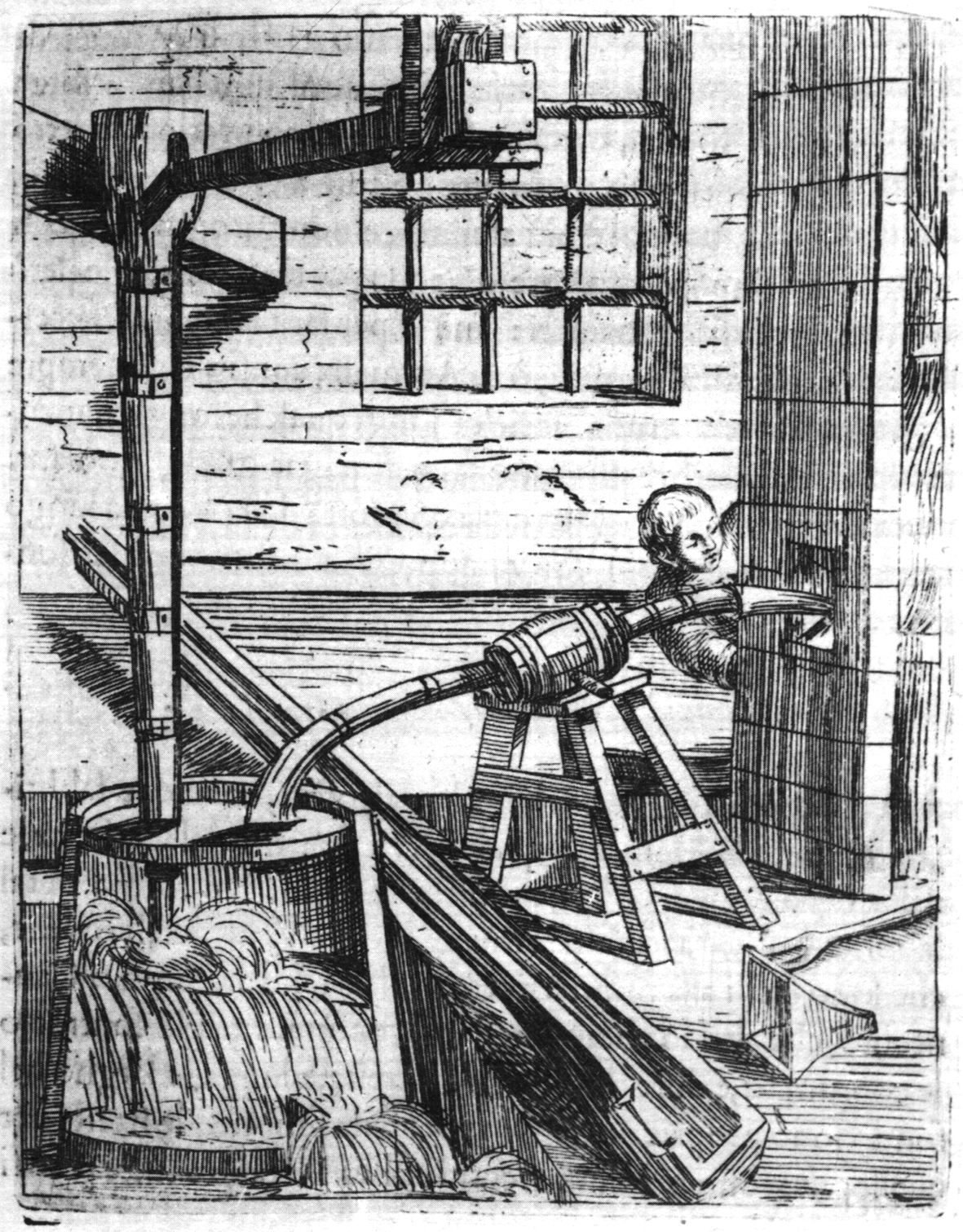
A.Della Fratta, Particolari della tromba per fucina

## Trombe idroeoliche ancora funzionanti

### In Italia
Non esiste un censimento delle strutture che utilizzano ancora la tromba del vento o per lo meno nelle quali esista ancora una tromba del vento funzionante anche se non utilizzata. Sicuramente vi sono due trombe idroeoliche presso il villaggio di Piegaio (Lucca). Una di esse non viene utilizzata da quasi venti anni e si trova in località Il Molinetto. L'altra, ancora in uso, si trova presso il distendino (ferriera) Galgani di Pié Lucese. Un'altra si trova alla ferriera graziani a Gragliana. Ve n'è una funzionante in Valle Camonica a Bienno (BS) nel borgo dei magli. Un'altra funzionante si trova nell'antico maglio del 1468 a Pagnano d'Asolo (TV).
A Ronco Canavese (TO) presso la Fucina del Rame, è presente una tromba del vento usata fino al 1952.